# Władysław Ziemiński
Władysław Narcyz Ziemiński (ur. 17 października 1864 w Siemienow (obw. Niżnonowgorodzki, Rosja), zm. 14 września 1947 w Kłodzku) – polski inżynier, urzędnik, minister robót publicznych II RP.

## Życiorys

### Wczesne lata
Urodzony jako syn zesłańców powstania styczniowego – Leonarda i Florentyny z Tokarskich Ziemińskich. Ojciec, magister farmacji, brał udział w organizacji powstania w Płockiem i uczestniczył w walkach, w tym w starciu pod Koziołkiem w powiecie lipnowskim w dniu 16 kwietnia 1863 r. Po uwięzieniu, został razem z ciężarną żoną zesłany do gub. Nowogorodzkiej. Po powrocie z zesłania zamieszkali w Warszawie, gdzie ojciec był właścicielem kilku aptek. Bratem Władysława był Bronisław Ziemiński (1860-1915), współzałożyciel i pierwszy Prezes Towarzystwa Okulistycznego, autor pierwszego polskiego podręcznika  "Zarys Okulistyki". Siostra – Stanisława (1866-1910) wyszła za mąż za architekta lwowskiego Tadeusza Wacława Münnicha. Pozostałe rodzeństwo: Władysław (1859-1862), Zygmunt (1861-1861), Witold (1862-1896), Ludomir (1869-ok.1950), Mieczysław (1871-1931), Helena (1872-1872), Zofia (1880 – ok. 1943).
Ukończył gimnazjum w Warszawie, a następnie rozpoczął studia na Wydziale Matematyczno-Fizyczny Uniwersytetu Petersburskiego, które ukończył z wyróżnieniem. Następnie przeniósł się do Austro-Węgier, gdzie gdzie ukończył Politechnikę Lwowską. Następnie w 1893 rozpoczął pracę w oddziale techniczno-drogowym Wydziału Krajowego, gdzie w 1916 został radcą budowlanym. Ziemiński w latach 1902–1907 był zatrudniony w ekspozyturze w Zaleszczykach, a następnie od 1907 do 1914 w ekspozyturze w Rzeszowie, a pod koniec I wojny światowej pracował w Namiestnictwie Galicji.

### II Rzeczpospolita
Po upadku monarchii austro-węgierskiej, zaczął pracować w Urzędzie Delegata Rządu, a po przekształceniu Delegatury w Urząd Wojewódzki Lwowski, zasilił szeregi Departamentu Robót Publicznych. Następnie w latach 1918–1919 był przewodniczącym Związku Inżynierów Drogowych RP.
28 czerwca 1922 został mianowany ministrem robót publicznych w rządzie Artura Śliwińskiego. Gabinet ten powstał w atmosferze sporu pomiędzy Sejmem a Józefem Piłsudskim. Rada Ministrów funkcjonowała raptem dziesięć dni (pełniła swe obowiązki do 31 lipca 1922), przez co rola Władysława Ziemiańskiego ograniczyła się tylko do odpowiedzi na interpelacje m.in. w sprawie dewastacji Puszczy Kurpiowskiej.
Po odejściu z rządu powrócił do Lwowa, gdzie podjął pracę w Urzędzie Wojewódzkim. W 1929 na własną prośbę, przeszedł na emeryturę.

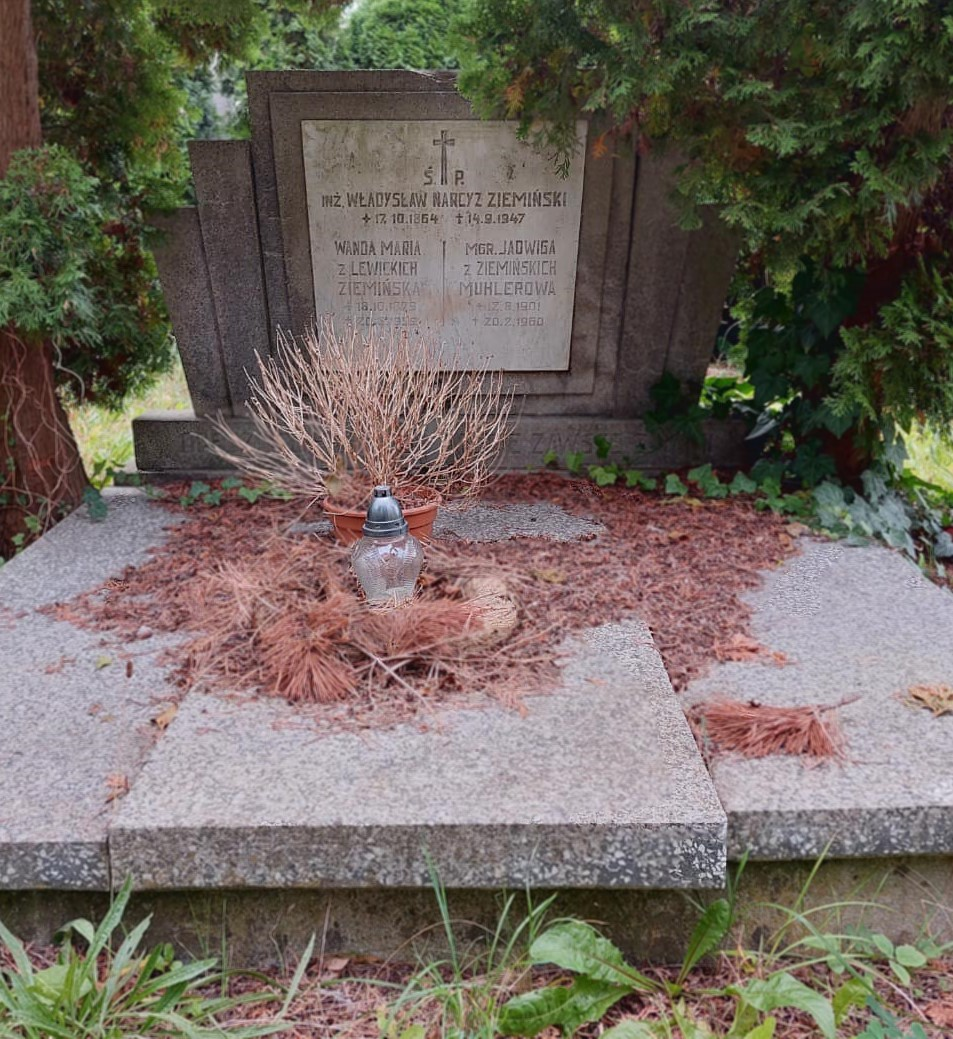
Grób Władysława Ziemińskiego

Do wybuchu II wojny światowej mieszkał we Lwowie. W wyniku wojennej zawieruchy przeniósł się wraz z rodziną do Kalwarii Zebrzydowskiej, a po wojnie do Kłodzka, gdzie zmarł w 1947. W latach 50. jego rodzina przeprowadziła się do Poznania i ekshumowała jego szczątki na tamtejszy cmentarz Bożego Ciała, gdzie pochowany jest wraz z żoną Wandą Marią z Lewickich i córką Jadwigą Muhlerową.